# La Garde (Isère)
La Garde település Franciaországban, Isère megyében. Lakosainak száma 97 fő (2022. január 1.). La Garde Villard-Reculas, Auris, Le Bourg-d’Oisans, Huez és Oz községekkel határos.

## Népesség
A település népességének változása:
| Lakosok száma | 82   | 64   | 52   | 94   | 108  | 100  | 98   | 103  | 101  | 97   |
|               | 1968 | 1982 | 1990 | 2006 | 2013 | 2015 | 2017 | 2019 | 2020 | 2022 |